# Royal Swinkels
Royal Swinkels (оаніше Swinkels Family Brewers та Bavaria Brewery) — друга за величиною пивоварна компанія Нідерландів. Відома головним чином торговими марками Bavaria та Hollandia.
Історія сімейної пивоварні Swinkels починається з 1680 року. Нині компанія виробляє близько 580 млн літрів пива на рік, при цьому велика частина продукції йде на експорт. Трапістське пиво виробляє компанія de Koningshoeven, що також входить до складу компанії Bavaria. У 2007 році пивоварні компанії «Heineken», «Grolsch» і «Bavaria» були оштрафовані Єврокомісією за картельну змову з метою встановлення монопольно високих цін на пиво в Нідерландах.
У червні 2018 року було прийнято рішення про зміну назви компанії «Баварія» на «Swinkels Family Brewers». У березні 2019 року Вім ван де Донк, уповноважений короля провінції Брабант, оголосив, що Swinkels Family Brewers відтепер матиме прикметник «королівський», офіційно назвавши компанію «Королівські пивовари сім'ї Свінклс». Це було зроблено з нагоди 300-річчя компанії та її національного значення. З 2024 року назву було скорочено до Royal Swinkels.